# Bohdan Kohut
Bohdan Ihorovyč Kohut (in ucraino Богдан Ігорович Когут?, traslitterazione anglosassone: Bohdan Ihorovych Kohut; Leopoli, 10 ottobre 1987) è un calciatore ucraino, portiere del Veres Rivne.

## Carriera
Kohut ha iniziato a giocare per il Karpaty, Sevastopol per poi giocare anche per il Bukovyna e Desna Černihiv. Nel 2020 si è trasferito al Veres, in Perša Liha e nella stagione 2020-21 la squadra arriva prima e viene promossa in Prem"jer-liha. Il 27 dicembre 2022 ha prolungato il contratto con il club fino a giugno 2024.

## Palmarès

### Club
- Perša Liha:

Veres: 2020-2021